# Ray Jackson
Ray Jackson (San Antonio, Texas, 13 de noviembre de 1973) es un exjugador de baloncesto estadounidense. Aunque jugó profesionalmente en su país y en el extranjero, es más recordado por haber integrado los Fab Five, un destacado quinteto de los Michigan Wolverines del primer lustro de la década de 1990; a diferencia de los otros cuatro miembros de esa escuadra, Jackson no llegó a jugar en la NBA.

## Trayectoria
Jackson asistió a la Universidad de Míchigan, donde jugó al baloncesto con los Wolverines entre 1991 y 1995. En sus dos primeros años en el equipo, actuó a la par de Chris Webber, Jalen Rose, Juwan Howard y Jimmy King, alcanzando dos veces la final del Campeonato de la División I de Baloncesto Masculino de la NCAA en 1992 y 1993.
Culminó su carrera como atleta-estudiante habiendo jugado 125 partidos, en los que promedió 10,1 puntos, 4,6 rebotes y 2,4 asistencias por encuentro.
Se presentó al Draft de la NBA de 1995 pero no fue elegido por ninguna franquicia. De todos modos aun así intentó ingresar a la liga, asistiendo a campos de entrenamiento con los New York Knicks y los Detroit Pistons, pero no recibió ofertas de contratación al cabo de los mismos.
Optó por incorporarse a los Grand Rapids Mackers, un equipo de la CBA que luego sería rebautizado como Grand Rapids Hoops. En su primera temporada allí fue reconocido como Novato del Año.
Aunque Jackson estuvo vinculado durante varios años al equipo de Míchigan en la CBA primero y luego en la IBL, realizó tres incursiones como baloncestista fuera de su país, jugando para el SIG Strasbourg de la Ligue Nationale de Basket-ball de Francia, Obras Sanitarias de la Liga Nacional de Básquet de Argentina y los Cocodrilos de Caracas de la Liga Profesional de Baloncesto de Venezuela. 